# Ташпулат Хамид
Ташпула́т Хами́д (узб. Toshpo‘lat Xamid/Тошпўлат Хамид, настоящее имя — Ташпула́т Хаки́мович Хами́дов, 12 декабря 1927, село Бустон, Бухарская область, Узбекская ССР — 9 февраля 1984, Ессентуки, Ставропольский край) — узбекский советский поэт, переводчик и журналист. 
Лауреат Литературной преми Узбекской ССР имени Хамида Алимджана (1983).
Главный редактор областной газеты «Бухоро хақиқати» («Бухарская правда») в 1970—1979 годах и с 1983 года.

## Биография
Ташпулат Хакимович Хамидов родился 12 декабря 1927 года в селе Бустон Бухарской области Узбекской ССР (ныне — Кызылтепинский район Навоийской области Узбекистана). Окончив среднюю школу, продолжил образование на факультете узбекского языка и литературы Бухарского государственного педагогического института, где проучился с 1945-го по 1949 годы. После окончания института работал в школе имени Шота Руставели Шафирканского района (1949-1951); исполняющим обязанности заведующего отделом народного образования Кизилтепинского района (1951-1955); ответственным секретарем Союза писателей Кашкадарьинской, Сурхандарьинской и Бухарской областей (1955-1970).
С 1960 по 1962 годы являлся слушателем Высших литературных курсов при Союзе писателей в Москве. Затем заведовал кафедрой узбекской литературы Бухарского пединститута, был заведующим отделом литературы и заместителем редактора областной газеты «Бухоро хақиқати» («Бухарская правда») (1962-1969). В 1969 году закончил заочное отделение аспирантуры Самаркандского государственного университета и в этом же году защитил кандидатскую диссертацию о поэтическом мастерстве Аскара Мухтара.
С 1970 по 1979 году был главным редактором газеты «Бухоро хақиқати». С 1979 года занимается общественно-государственной деятельностью, в 1983 году вновь назначен на должность главного редактора областной газеты «Бухоро хақиқати».
В 1983 году за творческие заслуги Ташпулату Хамиду присуждена Литературная премия Узбекской ССР имени Хамида Алимджана. Скончался 9 февраля 1984 года в городе Ессентуки.